# Automatic Train Control
Automatic Train Control (ATC) ist eine englische Bezeichnung für verschiedene Zugbeeinflussungssysteme. ATC steht für Systeme, die über die streckenseitige Zugbeeinflussung Automatic Train Stop (ATS) mittels Führerstandsignalisierung und Fahrtrechner hinausgehen. ATC bezeichnet heute als Eigenname jeweils technisch verschiedene Systeme in Schweden und Norwegen, den USA und Japan.

## GWR-ATC (1906)
Historisch wurde 1906 bei der Great Western Railway ein als Automatic Train Control bezeichnetes punktförmiges Zugbeeinflussungssystem entwickelt.
Am Standort von Vorsignalen befindet sich in Gleismitte eine dritte, höhere Schiene mit einer Rampe (ATC-Rampe) an jedem Ende. An der Unterseite der Triebfahrzeuge ist ein Kontaktschuh angebracht, der bei der Vorbeifahrt am Signal auf die Rampe aufläuft und angehoben wird. Zeigt das Vorsignal Fahrt erwarten, so liegt an der dritten Schiene eine elektrische Spannung an. Zeigt das Vorsignal hingegen Halt erwarten, dann ist das nicht der Fall.
Das Anheben des Kontaktschuhs löst eine Hupe im Führerstand aus. Steht die dritte Schiene unter Spannung, ertönt außerdem eine Glocke. Die Hupe fordert den Triebfahrzeugführer dazu auf, die Vorbeifahrt am Vorsignal zu quittieren. Tut er das innerhalb einer gewissen Zeit nicht, und zeigt das Vorsignal Halt erwarten, dann wird eine Zwangsbremsung ausgelöst.
Dieses System ähnelte stark dem bereits zuvor entwickelten französischen Crocodile. Das System war bis 1970 im Vereinigten Königreich im Einsatz und wurde dann durch die Weiterentwicklung des Automatic Warning System (AWS) ersetzt.

## ATC USA
In den USA bezeichnet ATC ein System, wie es im Nordostkorridor und angrenzenden Netzen eingesetzt wird, vor allem auf den Strecken von Amtrak, Metro North und der Long Island Rail Road. Das System basiert auf dem Pulse Code Cab Signaling (ähnlich dem italienischen System RS4 Codici), bei dem in den Gleisen ein Wechselstrom mit einer Frequenz von 100 Hz fließt, der mit einer von der Stellung des jeweils nächsten Signals abhängigen Frequenz moduliert ist:
- 180/min – Proceed (freie Fahrt ohne Einschränkung)
- 120/min – Approach Limited (das nächste und das übernächste Signal sind frei, das darauffolgende zeigt jedoch „Halt“)
- 75/min – Approach (das nächste Signal ist frei, das darauffolgende zeigt jedoch „Halt“)
- 0 – Stop (Halt vor dem nächsten Signal)

Die Anzeige des Signalbilds im Führerstand erfolgt je nach Fahrzeug unterschiedlich. Mittels Fahrtrechner können bessere Bremskurven erreicht werden, so dass es fast nur im Personenverkehr eingesetzt wird – abrupte Stops werden vermieden und die Zugfolge kann mit ATC verdichtet werden. Bei Güterzügen bleibt es bei einer Führerstandsignalisierung.

## ATC Schweden und Norwegen
In Schweden und Norwegen bezeichnet ATC ein punktförmiges Zugbeeinflussungssystem. Das schwedische ATC-System basiert auf passiven Balisen (normalerweise Balisengruppen von mindestens zwei Balisen), die über Funk Informationen an den Bordcomputer, der auch von verschiedenen Gebern (Tachometer, Manometer u. a.) gespeist wird, senden. Dadurch kann das ATC-System zwei Funktionen erfüllen:
- Führerstandsignalisierung, die Vorsignal- und Signalbescheide sowie geltende Geschwindigkeit wie auch kommende Geschwindigkeitswechsel anzeigt, und u. a. erlaubt
  - den standardisierten Vorsignalabstand von 1000 m durch fiktive Vorsignale (nur am ATC-Vorindikator im Führerstand zu sehen) auf bis zu 3000 m zu verlängern
  - Vorsignalbescheide für die kommenden fünf Hauptsignale zu speichern, wobei im Führerstand nur angezeigt wird, ob das nächste oder eines der weiteren vier Hauptsignale in Haltlage steht
  - den Zielpunkt für einen Hauptsignalbescheid nach vorne zu verschieben, d. h., dass der Signalbescheid nicht ab dem Signal, sondern ab einem anderen, weiter vorne liegenden Punkt gültig ist
  - bei Geschwindigkeitswechseln differenzierte Geschwindigkeitsvorgaben zu geben. Eine Geschwindigkeitstafel von z. B. 100 km/h erlaubt je nach Zugtyp aufgrund ATC-Bescheid eine Höchstgeschwindigkeit zwischen 100 und 145 km/h. Geschwindigkeiten über 159 km/h werden ausschließlich vom ATC angezeigt.
- Geschwindigkeitsüberwachung und eventuelle automatische Voll- bzw. Notbremsung, bei der
  - einerseits die geltende Höchstgeschwindigkeit überwacht wird und im Falle einer Überschreitung durch Tonsignale der Führer gewarnt wird bzw. der Zug gebremst wird (Vollbremsung ab einer Geschwindigkeitsüberschreitung von 10 km/h, Notbremsung ab einer Überschreitung von 15 km/h)
  - andererseits ein kommender Geschwindigkeitswechsel angezeigt wird und aufgrund von im Bordcomputer errechneten Bremskurven der Lokführer in drei Intervallen aufgefordert wird, die Bremsung einzuleiten. Wird die Bremsung zu spät oder nicht stark genug durchgeführt, übernimmt das System die Bremsung und bremst den Zug auf eine eventuell geltende niedrigere Geschwindigkeit oder bringt den Zug vor einem haltzeigenden Signal zum Stehen.

Das schwedische ATC-System wurde in den 1960er und 1970er Jahren entwickelt und 1980 implementiert (SJ 1980). Das technische System wurde von Norwegen übernommen und an seine Vorschriften angepasst, sodass mit ATC ausgerüstete Triebfahrzeuge in Schweden und Norwegen verkehren können (Dänemark hat allerdings ein anderes Zugbeeinflussungssystem). Nach dem Zugunglück von Flaujac 1985 und Melun 1991 wurde das System vom französischen Streckenbetreiber Réseau ferré de France übernommen und zum KVB / contrôle de vitesse par balises weiterentwickelt. Heute sind ungefähr 90 Prozent des schwedischen Eisenbahnnetzes mit ATC ausgerüstet. Vom Zulieferer wurde daraus eine Familie von Signalisierungssystemen abgeleitet – auf EBICAB aufbauenden Zugbeeinflussungssysteme wurden später auch in anderen Ländern eingeführt.
Der größte schwedische Infrastrukturverwalter Banverket hat beschlossen, langfristig auf das europäische System ETCS überzugehen. Die neugebaute Botniabana ist schon mit ETCS Level 2 ausgerüstet. Doch bestehen dabei Probleme, da im europäischen System – im Vergleich zum schwedischen – einige Funktionen fehlen. Um diese Probleme zu überbrücken, wird ein Specific Transmission Module entwickelt.
Im April 2018 gab der norwegische Infrastrukturbetreiber Bane NOR bekannt, dass das gesamte norwegische Streckennetz bis 2034 von Siemens auf ETCS Level 2 umgerüstet werden soll.

## ATC Japan

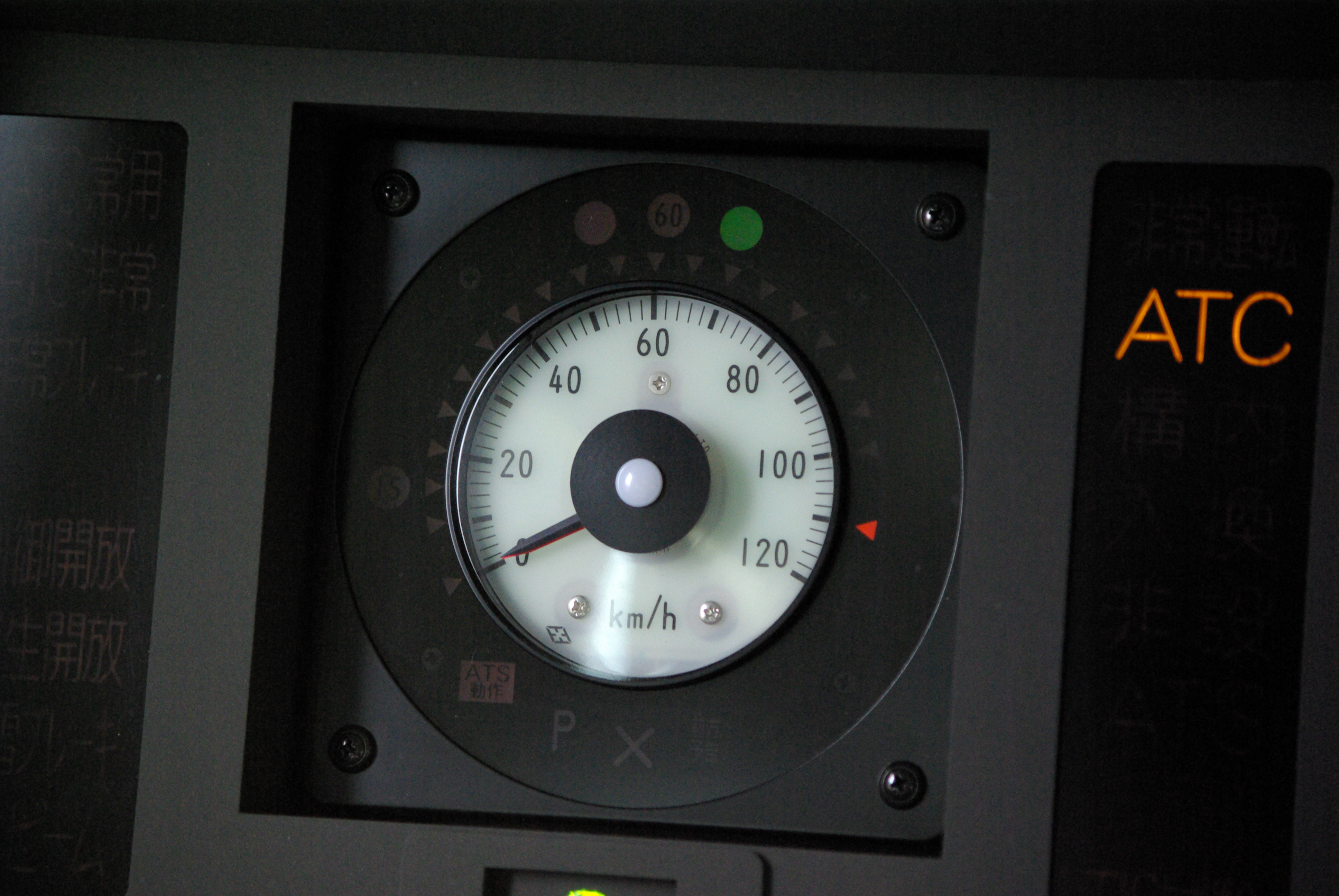
ATC Japan Führerstandsanzeige

ATC wurde in Japan zunächst 1961 auf der Hibiya-Linie der Tōkyō Metro und 1964 in den Shinkansen-Zügen der Tōkaidō- und San’yō-Linie eingesetzt. Es arbeitet mit codierten Gleisstromkreisen. Später wurde das System auch auf anderen Strecken übernommen.
Nach zwei Zwischenfällen in Japan in den Jahren 1973 und 1974, bei denen elektromagnetische Störungen zur Anzeige eines falschen Signalbegriffs führten, wurde das Übertragungsverfahren geändert. Die verschiedenen Geschwindigkeiten werden nun als Überlagerung von jeweils zwei Frequenzen codiert (wie beim Mehrfrequenzwahlverfahren im Telefonnetz).

### Analoge Systeme

#### ATC-1

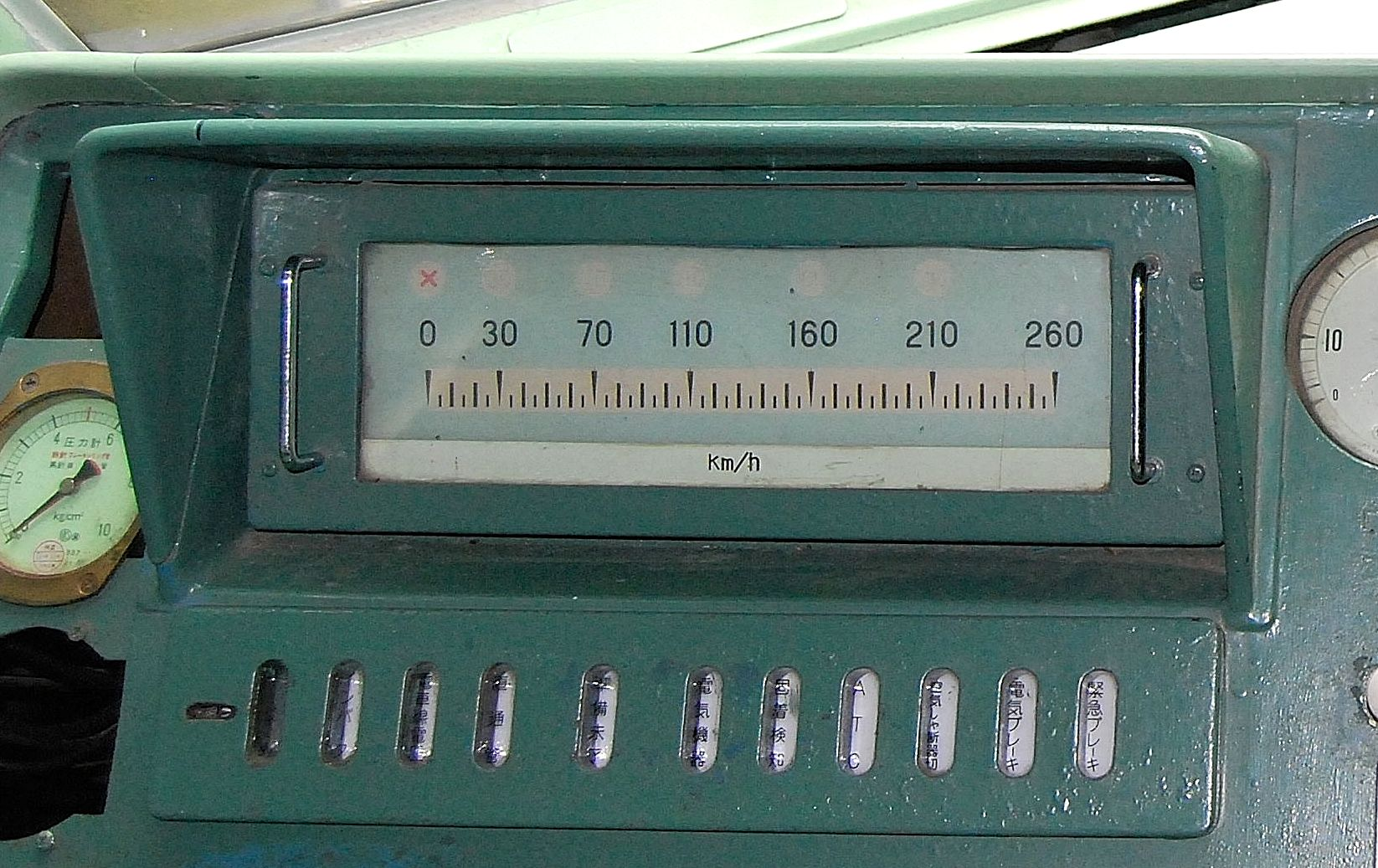
Tachometer in einem Serie-0-Führerstand. Das ATC-Licht zeigt die zulässige Höchstgeschwindigkeit.

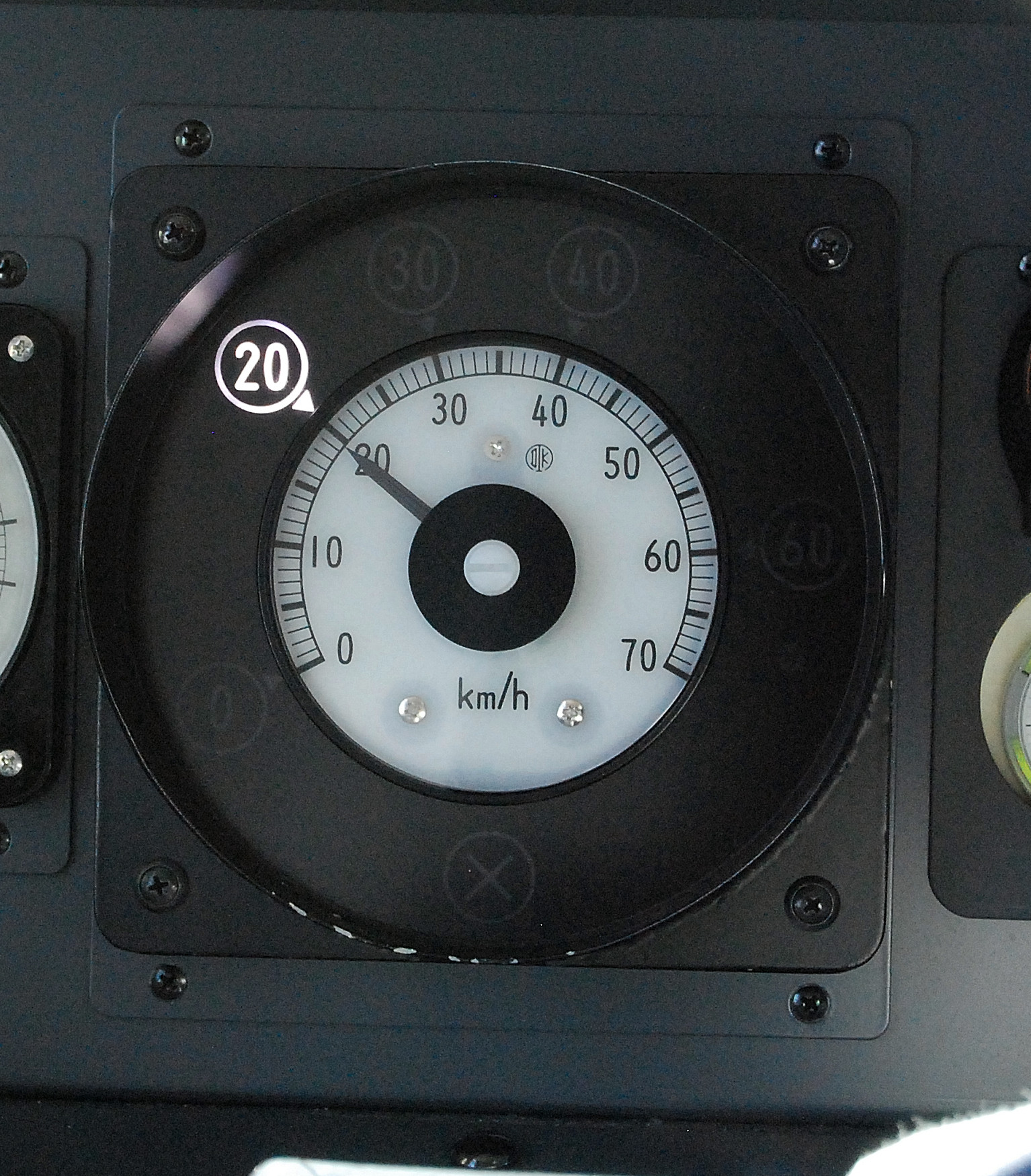
ATC aus den 1980ern im New Shuttle in Saitama City.

ATC 1 wurde seit 1964 auf der Tōkaidō- und San’yō-Shinkansen eingesetzt. Das System der Tōkaidō-Shinkansen wurde als ATC-1A und das auf der San’yō-Shinkansen als ATC-1B bezeichnet. Diese boten ursprünglich für die Geschwindigkeitsstufen 0, 30, 70, 110, 160 und 210 km/h an. Später wurde dies mit neuem Rollmaterial auf der Strecke umgebaut, so dass nun die Geschwindigkeitsstufen 0, 30, 70, 120, 170, 220, 230, 255, 270, 275, 285 und 300 km/h signalisiert werden konnten. Die späteren Varianten wie ATC-1D und ATC-1W werden heutzutage nur noch auf der San’yō-Shinkansen eingesetzt. Seit 2006 wurde das System auf der Tōkaidō-Shinkansen durch ATC-NS ersetzt.

#### ATC-2
Die Tōhoku-, Jōetsu- und Hokuriku-Shinkansen nutzen ATC-2. Diese können die Geschwindigkeitsstufen 0, 30, 70, 110, 160, 210 und 240 km/h anzeigen. Das System wurde in den letzten Jahren durch DS-ATC ersetzt.

#### ATC-3 (WS-ATC)
WS-ATC war die erste Anwendung von ATC in Japan wurde 1961 zusammen mit dem Automatic Train Operation (ATO) auf der Hibiya-Linie der Tōkyō Metro eingeführt. Später wurde dieser Betrieb auch auf der Tōzai-Linie erweitert. WS-ATC ist dabei die Abkürzung für Wayside-ATC. 2003 und 2007 wurden beide Linien auf das neue CS-ATC (ATC-10) umgestellt. WS-ATC wird weiterhin auf fünf Linien der U-Bahn Osaka (Midōsuji-Linie, Tanimachi-Linie, Yotsubashi-Linie, Chūō-Linie und Sakaisuji-Linie) eingesetzt.

#### ATC-4 (CS-ATC)
CS-ATC (Cab Signalling-ATC) wurde 1971 auf der Chiyoda-Linie der Tōkyō Metro eingeführt. CS-ATC ist ein analoges System. CS-ATC kann mit den Geschwindigkeitsstufen 0, 25, 40, 55, 75 und 90 km/h arbeiten.
1983 wurde dieses System auf der Ginza-Linie eingeführt. Die Marunouchi-Linie folgte 1988 und 2008 dann die Yūrakuchō-Linie. Ebenso wird es auf allen Linien der U-Bahn Nagoya und drei Linien der U-Bahn Osaka (Sennichimae-Linie, Nagahori-Tsurumi-ryokuchi-Linie und Imazatosuji-Linie) eingesetzt.

#### ATC-5
ATC-5 wurde 1972 bzw. 1976 auf der Sōbu-Hauptlinie (Schnellzüge) und der Yokosuka-Linie eingeführt. Das System arbeitet mit den Geschwindigkeitsstufen 0, 25, 45, 65, 75 und 90 km/h. ATC-5 wurde 2004 auf beiden Linien durch ATS-P ersetzt.

#### ATC-6
ATC-6 wurde 1972 auf der Saikyō-Linie, 1981 auf der Yamanote-Linie und 1984 auf der Keihin-Tōhoku-Linie eingeführt. Ebenso wurden einige Güterzuglokomotiven mit ATC-6 ausgerüstet. Das System wurde 2003 bzw. 2006 auf der Keihin-Tōhoku- und Yamanote-Linie durch D-ATC ersetzt.

#### ATC-9
ATC-9 wird auf der Chikuhi-Linie in Kyūshū eingesetzt.

#### ATC-10 (New CS-ATC)

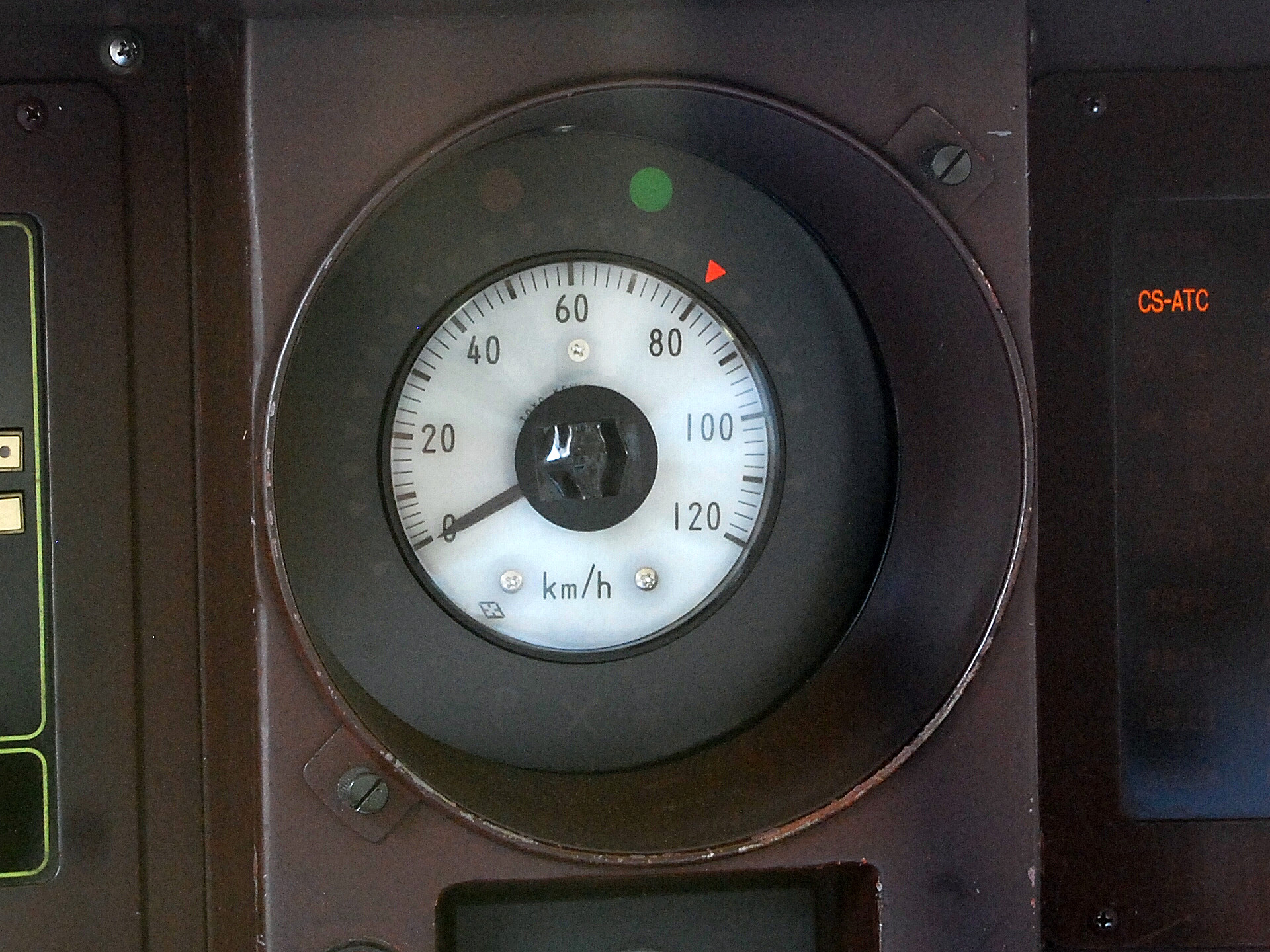
Ein Zug der Tokyu Corporation mit einer ATC-10-Anzeige.
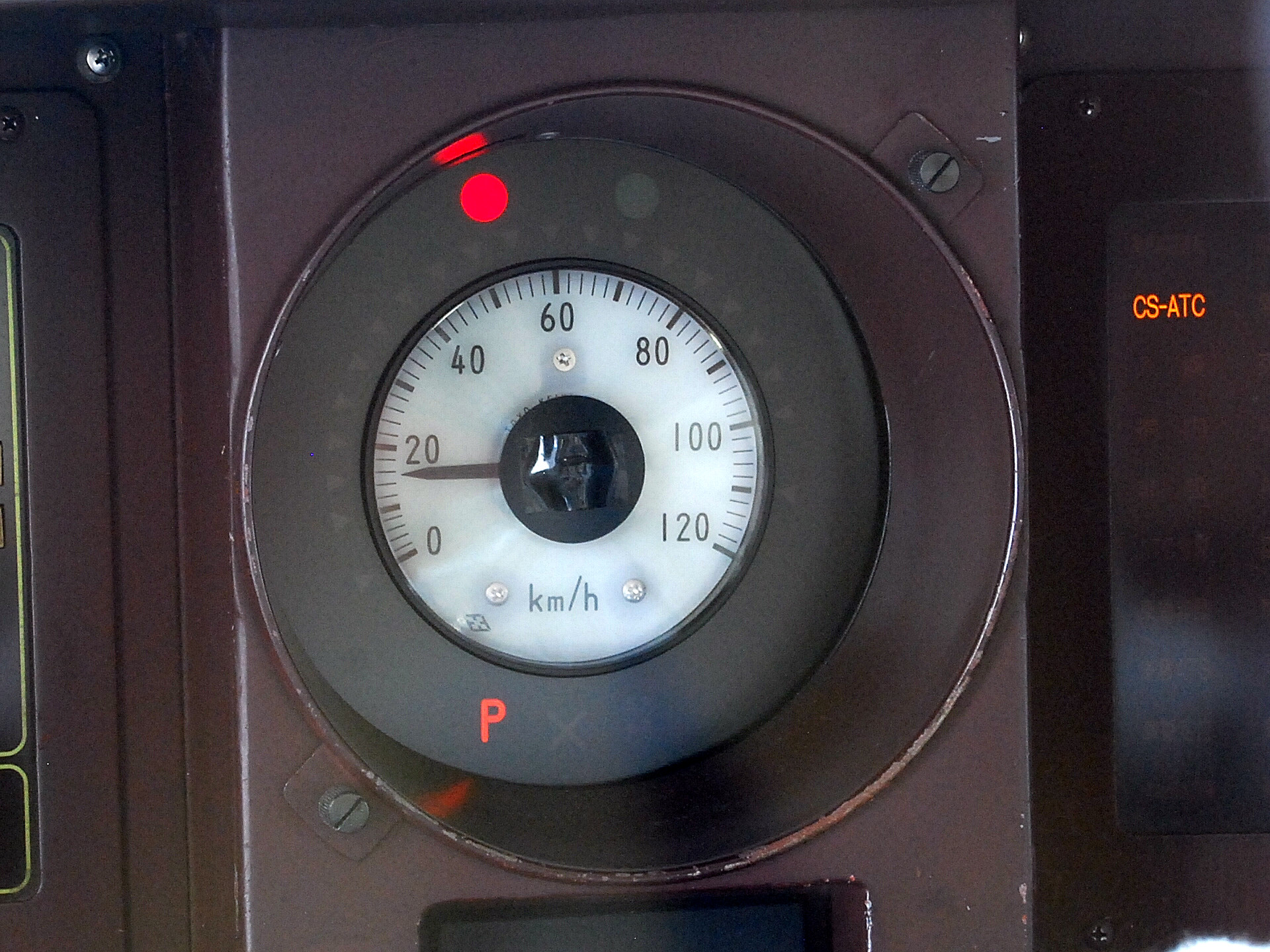
ATC-10 Anzeige ORP (Over Run Protector). Anzeige zu Ende eines mit ATC ausgerüsteten Streckenabschnitt.

Aufbauend auf ATC-4 (CS-ATC) ist ATC-10 komplett mit diesem und teilweise mit D-ATC kompatibel.
ATC-10 kann als Hybrid aus analoger und digitaler Technologie gesehen werden. Allerdings wurde aufgrund schlechter Bremsversuche eine Nutzung von D-ATC und ATC-10 nicht empfohlen.
Das System wird auf der Hanzōmon-Linie, Hibiya-Linie, Den’entoshi-Linie, Tōyoko-Linie und dem Tsukuba-Express eingesetzt.

#### ATC-L
ATC-L wird seit 1988 auf der Kaikyō-Linie (inklusive Seikan-Tunnel) zusammen mit Automatic Train Stop eingesetzt.

### Digitale Systeme
Zwecks Erhöhung der Zugdichte auf stark befahrenen Strecken entwickelte Hitachi eine digitale Variante von ATC. Diese wird D-ATC, eine für das Shinkansen-Netz angepasste Variante DS-ATC genannt (D steht für digital, S für Shinkansen).
Ein Zentralrechner registriert innerhalb seines bis zu 40 km großen Stellbezirks für jeden Zug die durch diesen belegten Gleisabschnitte und die eingestellten Fahrstraßen. In jedem Gleisabschnitt wird ein TD-Signal (train detection) in eine Schiene eingespeist. Durch die Achsen eines Zuges wird der Stromkreis geschlossen. Auf diese Weise registriert das System das Einfahren des Zuges in den nächsten Abschnitt.
Informationen über vor dem Zug liegende Signale und Geschwindigkeitsbeschränkungen werden in Form eines 80 Bit langen LMA-Telegramms (limit of movement authority) durch ein auf die Gleise aufmoduliertes Digitalsignal an den Zug übertragen. Das Telegramm besteht aus 64 Bit Nutzdaten und 16 Bit Prüfsumme. Seriennummer und Inhalt jedes Telegramms werden einer Sinnhaftigkeitsprüfung unterzogen und ungültige Telegramme verworfen. Als Übertragungsprotokoll kommt eine Variante von HDLC zum Einsatz.
Der Bordrechner des Triebfahrzeugs schätzt die Position des Zugs innerhalb eines Blocks durch Wegmessung. Zusätzlich befinden sich in unregelmäßigen Abständen Positionsbaken entlang der Strecke, mit deren Hilfe Messfehler ausgeglichen werden können. Abhängig von Länge, Gewicht und Bremsvermögen des Zugs wird eine optimale Bremskurve berechnet und mittels der Positionsschätzung der Bremspunkt festgelegt.

#### D-ATC

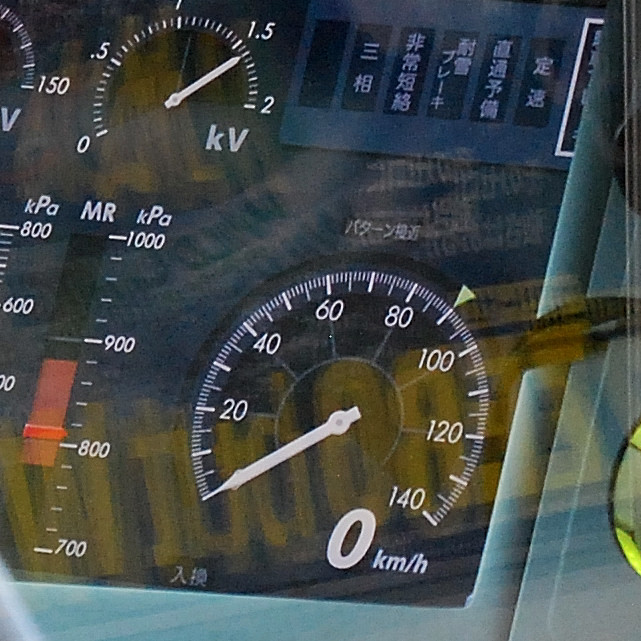
D-ATC Anzeige in einem Zug der Baureihe E233

D-ATC (Digital-ATC) wird auf einigen konventionellen Linien der East Japan Railway Company (JR East) eingesetzt. Der größte Unterschied zum analogen ATC ist, dass die streckenseitige durch eine zugseitige Überwachung ersetzt wurde. Dies ermöglicht, individuelle Zugbremskurven anzuwenden und erhöht somit die Streckenleistungsfähigkeit.
D-ATC wurde auf einer Teilstrecke der Keihin-Tōhoku-Linie von Tsurumi nach Minami-Urawa am 21. Dezember 2003 eingeführt, nachdem Züge der Baureihe 209 damit ausgerüstet wurde.
Im April 2005 wurde D-ATC auf der Yamanote-Linie eingeführt, nachdem alle alten Züge der Baureihe 205 durch neue Züge der Baureihe E231 ersetzt wurden.
Es gibt Pläne, D-ATC auf der gesamten Keihin-Tōhoku-Linie und der Negishi-Linie einzusetzen.
Auf der Toei Shinjuku-Linie wird seit dem 14. Mai 2005 ein System eingesetzt, das dem D-ATC sehr ähnlich ist.
Am 18. März 2006 wurde das analoge ATC auf der Tōkaidō-Shinkansen durch D-ATC ersetzt.
D-ATC wird auch in den taiwanesischen Shinkansen 700T verwendet.

#### DS-ATC
DS-ATC (Digital communication & control for Shinkansen-ATC) wird auf der von JR East betriebenen Tōhoku-Shinkansen von Furukawa zu Hachinohe eingesetzt. Weitere Shinkansen der JR East sollen in Zukunft auf DS-ATC umgestellt werden. Zunächst sollen die gesamte Tōhoku-Shinkansen und die Jōetsu-Shinkansen ausgerüstet werden.

#### RS-ATC
RS-ATC (Radio Signal-ATC) ist als Rückfallebene für DS-ATC auf der Tōhoku- und Jōetsu-Shinkansen im Einsatz. Bei diesem ATC werden, im Gegensatz zu allen anderen, Funksignale statt streckenseitige Balisen zur Signalübertragung eingesetzt.

#### ATC-NS
ATC-NS (ATC-New System) wird seit 2006 auf der Tōkaidō-Shinkansen eingesetzt. ATC-NS arbeitet digital und basiert auf DS-ATC. Dieses wird auch auf der Taiwan High Speed Rail eingesetzt. Aktuell gibt es Pläne, dieses System als Ersatz für das analoge ATC-1B auf der San’yō-Shinkansen einzubauen.

#### KS-ATC
KS-ATC ist die Abkürzung für Kyūshū-Shinkansen-ATC und wird auf der namensgebenden Linie seit 2004 eingesetzt.